# Конфедерация на работодателите и индустриалците в България
Конфедерация на работодателите и индустриалците в България (КРИБ) е най-голямата работодателска организация на бизнеса в България. КРИБ обхваща компании, които общо генерират около три-четвърти от брутния вътрешен продукт и от износа на страната.
КРИБ е член на Международната търговска камара (ICC).